# Сан Козма (Падова)
Сан Козма је насеље у Италији у округу Падова, региону Венето.
Према процени из 2011. у насељу је живело 330 становника. Насеље се налази на надморској висини од 5 м.